# Pierre Trudeau
Joseph Philippe Pierre Yves Elliott Trudeau PC CC CH QC FRSC (Montreal, 18 de outubro de 1919 – Montreal, 28 de setembro de 2000) foi um político canadense que serviu como Primeiro-ministro do Canadá em duas ocasiões diferentes, primeiro de 1968 a 1979 e depois entre 1980 e 1984.
Trudeau é considerado uma figura carismática que entre o fim da década de 1960 até meados da década de 1980 dominou a cena política canadense. Trudeau governou o país por quinze anos, mais do que qualquer outro primeiro-ministro com exceção de William Lyon Mackenzie King.
Seu governo foi marcado por avanços sociais e institucionais, com uma política econômica voltada com a esquerda. Em 1970, lidou com uma crise interna a respeito da situação da província de Quebec e preservou a unidade nacional, ajudando a forjar, dentro de uma sociedade multi-cultural, um sentimento pan-canadense mais forte. Instituiu várias reformas, como a implementação do bilinguismo oficial no Canadá (com inglês e francês se tornando juntas as línguas oficiais do país). Também firmou o patriamento da constituição nacional e estabeleceu a Carta Canadense dos Direitos e das Liberdades. Foi criticado por ser considerado arrogante e por não lidar tão bem com as questões econômicas, principalmente durante a Recessão do início dos anos 1980, além de centralizar o mecanismo de decisões políticas canadense, em detrimento da soberania de Quebec e da região das pradarias.
Sua popularidade durante seu governo foi razoável, com o público tendo uma opinião mista e polarizada a respeito de suas conquistas no cargo. Contudo, acadêmicos o listam como um dos melhores primeiros-ministros da história do país, sendo chamado várias vezes como o "Pai do moderno Canadá".
Seu filho mais velho, Justin Trudeau, que seguiu seus passos na carreira política, se tornou, em 2015, o 23º primeiro-ministro do Canadá.